# 科濟亞國家公園
45°22′01″N 24°15′54″E / 45.367°N 24.265°E

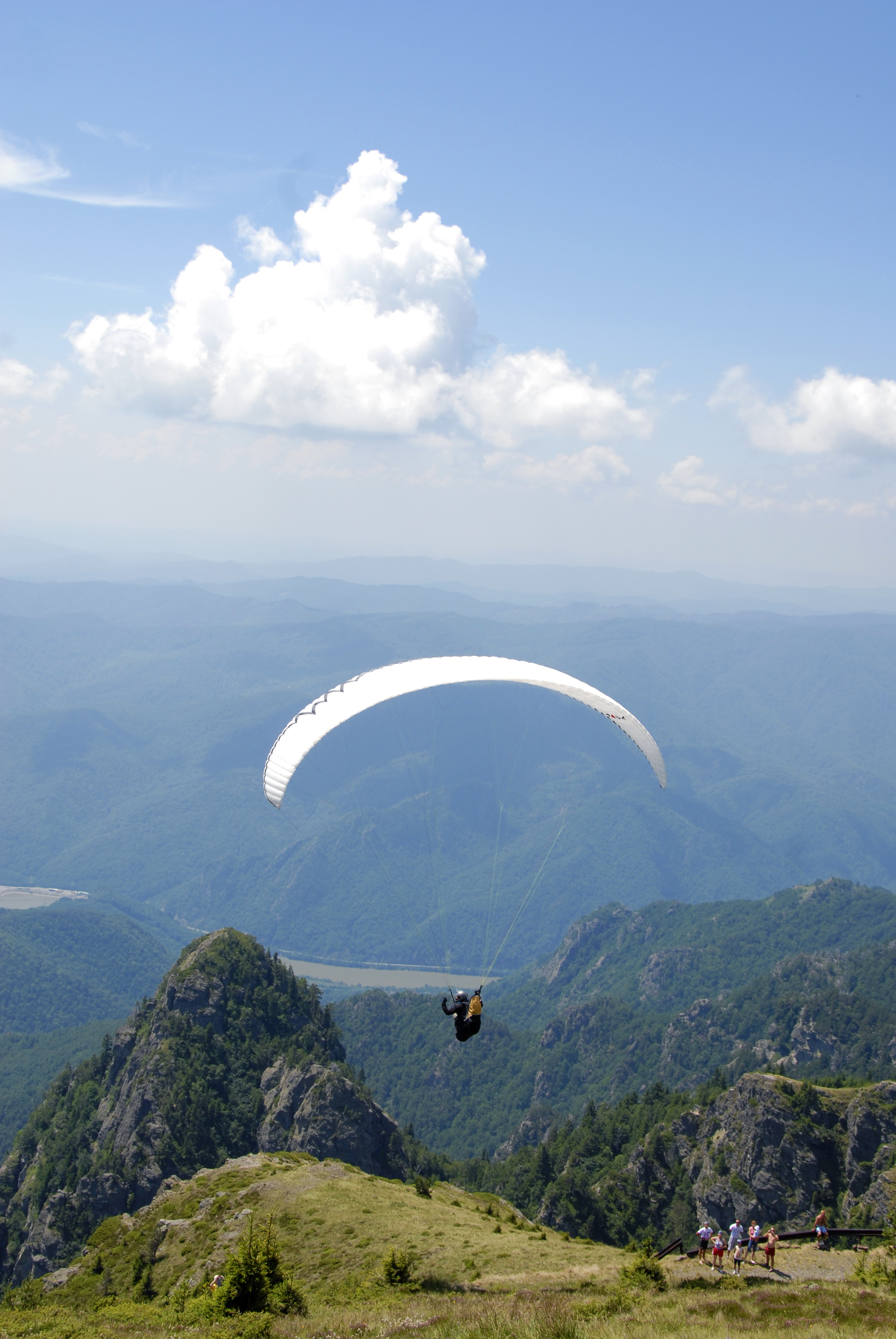

科濟亞國家公園是羅馬尼亞的國家公園，位於該國中部沃爾恰縣，處於南喀爾巴阡山脈地區，成立於2000年3月6日，面積171平方公里。